# Mosfilm
Mosfilm, rus. Мосфильм, puni naziv Московская государственная киностудия ордена Ленина и ордена Октябрьской Революции "Мосфильм" - jedna od najvećih filmskih kompanija Rusije i Europe. Nastala je iz dvaju nacionaliziranih studija Aleksandra Hanžonkova i Josifa Jermoljeva u studenom 1923., kada je započet rad na filmu Na kryljah vvys redatelja Borisa Mihina, koji se pojavio na ekranima početkom siječnja 1924. Upravo se taj datum uzima kao službeni datum rođenja studija. Prvobitno se studio nazivao "Moskinokombinat". Svoj današnji naziv je dobio 1935.
Znak studija predstavlja skulptura "Radnik i kolhoznica" Vere Muhine. Skulptura se prvi put pojavila na ekranima 1947. u filmu Vesna redatelja Grigorija Aleksandrova.
U Mosfilmu je bilo snimljeno više od 1720 filmova, od kojih su mnogi ušli u zlatni fond svjetske filmske umjetnosti, osvojili mnogobrojne nagrade na različitim filmskim festivalima. Mosfilm, koji ima prava na kolekciju filmova samostalno, zaradio je na prodaji prava 2010. skoro 250 milijuna rubalja.
Danas je Mosfilm u državnom vlasništvu (tzv. FGUP), i radi kao koncern, nudeći svoje proizvodne kapacitete različitim filmskim kompanijama i stvaralačkim organizacijama, koji unajmljuju ne samo studije za snimanje, već i urede (tzv. "prostorije za radnu grupu"), a također različite specijalizirane usluge - od pirotehnike do prijevoza.
Osim produkcije filmova, studio Mosfilm se bavi sinkronizacijom umjetničkih filmova sa zapada po narudžbi različitih distributerskih kompanija.
28. travnja 2011. korporacija Google (tvrtka) i koncern Mosfilm objavili su da potpisuju ugovor o puštanju kanala Mosfilm na servisu YouTubeu.

## Nagrade
- orden Lenjina (1947)
- orden Oktobarske revolucije (1974)

## Izabrani filmovi
- 1925. Oklopnjača Potemkin, nijemi film, redatelj Sergej Ejzenštejn
- 1934. Vesjolyje rebjata, mjuzikl
- 1935. Aerograd, znanstvena fantastika, redatelj Aleksandr Dovženko
- 1936. Cirk, mjuzikl
- 1938. Volga-Volga, mjuzikl
- 1938. Aleksandr Nevskij, povijesni film, redatelj Sergej Ejzenštejn
- 1946. Ivan Groznyj, povijesni film, redatelj Sergej Ejzenštejn
- 1956. Ilja Muromec, fantastični film, redatelj Aleksandr Ptuško
- 1957. Let'at žuravli, ratna drama, redatelj Mihail Kalatozov, dobitnik Zlatne palme na festivalu u Cannesu 1958.
- 1957. Ognjonnyje versty, crveni vestern, redatelj Samson Samsonov
- 1959. Ballada o soldate, ratni film, redatelj Grigorij Čuhraj, dobitnik specijalne nagrade žirija na festivalu u Cannesu 1959., nominacija za Oscara 1961.
- 1960. Katok i skripka, kratki film, redatelj Andrej Tarkovski
- 1962. Ivanovo detstvo, dugometražni film, Andrej Tarkovski, dobitnik Zlatnog lava na Venecijanskom festivalu 1962.
- 1962. Gusarskaja ballada, komedija, redatelj Eldar Rjazanov
- 1963. Ja šagaju po Moskve, komedija, redatelj Georgij Danelija
- 1964. Dobro požalovat', ili Postoronnim vhod vospreščon, komedija, redatelj Elem Klimov
- 1964. Ja - Kuba, ekspresionizam, propaganda, Mihail Kalatozov
- 1965. Pohoždenija zubnogo vrača, komedija, redatelj Elem Klimov
- 1966. Andrej Rubljov, dugometražni film, Andrej Tarkovski
- 1966. Beregis' avtomobilja, komedija, redatelj Eldar Rjazanov
- 1966. Neulovimyje mstiteli, crveni vestern, redatelj Edmond Keosajan
- 1967. Vij, filmska adaptacija, horor
- 1968. Vojna i mir, povijesni film, redatelj Sergej Bondarčuk, dobitnik Oscara 1968.
- 1968. Brilliantovaja ruka, komedija, redatelj Leonid Gajdaj
- 1969. Osvoboždenije, povijesna drama, redatelj Jurij Ozerov
- 1969. Bratja Karamazovy, povijesni film, nominacija za Oscara 1969.
- 1969. Beloje solnce pustyni, crveni vestern, redatelj Vladimir Motyl'
- 1971. Čajkovskij, povijesni film, redatelj Igor Talankin,  nominacija za Oscara 1971.
- 1971. Stariki-razbojniki, komedija, redatelj Eldar Rjazanov
- 1972. Solaris, znanstvena fantastika, redatelj Andrej Tarkovski
- 1972. Džentel'meny udači, komedija
- 1973. Ivan Vasiljevič menjajet professiju, komedija, redatelj Leonid Gajdaj
- 1974. Svoj sredi čužih, čužoj sredi svojih, crveni vestern, Nikita Mihalkov
- 1974. Neverojatnyje priključenija italjancev v Rossii, redatelji Franco Prosperi i Eldar Rjazanov
- 1975. Derzu Uzala, povijesni film, sovjetsko-japanska koprodukcija, redatelj Akira Kurosawa, Oscara 1975.
- 1975. Sibiriada, saga, redatelj Andrej Mihalkov-Končalovski
- 1975. Afonja, komedija, Georgij Danelija
- 1975. Zerkalo, dugometražni film, Andrej Tarkovski
- 1975. Ironija sud'by, ili S ljogkim parom!, komedija, redatelj Eldar Rjazanov
- 1976. Voshoždenije, ratni film, redatelj Larisa Shepitko, dobitnik Zlatnog medvjeda na Berlinskom festivalu 1977.
- 1976. Tabor uhodit v nebo, drama, redatelj Emil Loteanu
- 1977. Mimino, komedija, redatelj Georgij Danelija
- 1977. Služebnyj roman, komedija, redatelj Eldar Rjazanov
- 1979. Stalker, dugometražni film, redatelj Andrej Tarkovski
- 1979. Moskva slezam ne verit, melodrama, dobitnik Oscara 1980.
- 1981. Častnaja žiz', drama, redatelj Julij Rajzman, nominacija za Oscara 1981.
- 1981. Tegeran 43, špijunski film
- 1982. Lenin v Pariže, povijesni film
- 1983. Nostal'gija, drama, redatelj Andrej Tarkovski
- 1985. Idi i smotri, ratni film, redatelj Elem Klimov, koprodukcija s Belarusfilmom
- 1986. Kin-dza-dza!, znanstvena fantastika, redatelj Georgij Danelija
- 1987. Čelovek s bul'vara Kapucinov, crveni vestern, redatelj Alla Surikova
- 1990. Uroki v konce vesny, drama, redatelj i scenarist Oleg Kavun
- 2002. Zvezda, ratni film, redatelj Nikolaj Lebedev
- 2007. Ironija sud'by: Prodolženije
- 2008. You and I
- 2008. Isčeznuvšaja imperija
- 2012. Kromov
- 2012. Belyj tigr

## Direktori studija
- Nikolaj Sizov
- Sofja Sokolovskaja

## Galerija
- Znak na ulazu u studij.
- Ulaz u studij.
- Prud.
- Park.